# Bodegón de membrillos (Zurbarán)
Bodegón de membrillos es uno de los pocos bodegones conocidos realizados por Francisco de Zurbarán que han llegado hasta la actualidad. Este lienzo tiene la referencia 93 en el catálogo razonado y crítico, realizado por la historiadora del arte Odile Delenda.

## Análisis de la obra
- Barcelona, Museo Nacional de Arte de Cataluña  —Ref. MAC 10092-00— [1]
- Pintura al óleo sobre lienzo; 35 x 40 cm  —35 x 40,5, según el Museo—
- Fecha de realización: ca. 1635;  —entre 1633-1635, según el Museo—
- Catalogado por O. Delenda con el número 93 y por Tiziana Frati con el número 99.[2]

La composición consta de cuatro membrillos —de tamaño natural— sobre una bandeja metálica y, en primer término a la derecha, un paño blanco. Los objetos destacan sobre el fondo negro, modelados por una luz desde la izquierda. Las frutas refleja su color dorado en el borde del plato metálico. La crítica nunca ha dudado de la autoría de Zurbarán, aunque Paul Guinard supone que se trata de un boceto autógrafo. Dado el estado fragmentario del lienzo, hay discrepancias sobre la cronología. La factura pictórica y la composición de las cuatro frutas sitúan la tela en los años treinta del siglo XVII —relacionable con Bodegón con cidras, naranjas y rosa— si bien Gabriele Finaldi propone los años de la segunda estancia del pintor en Madrid (1645-1662). Los membrillos, en la Antigüedad clásica, eran símbolo de amor y fertilidad. En el presente caso, si estuvieran pintados con la presencia de Cristo, aludirían a su Resurrección.
Esta pintura debió de formar parte de una obra de mayor tamaño, recortada para convertirla en un cuadro independiente. El lienzo actual está reentelado, y se le añadieron unas tiras de tela en los cuatro lados, dándole su tamaño actual. La tira de tela de la parte inferior está repintada, con dos objetivos. Por una parte, para dar la impresión de que la bandeja está colocada sobre el borde delantero de una mesa y, por otra parte, para aparentar que el paño de ropa blanca —probable obra de Zurbarán— parezca doblado en el borde de la mesa fingida. Actualmente, el lienzo está enmarcado de forma que la mayor parte de estas modificaciones no se notan.
Los membrillos están representados de forma concisa pero contundente, y el grueso empaste les confiere una gran calidad estética. El brillo metálico del plato de peltre crea un bello efecto, al reflejarse sobre el paño blanco.

## Procedencia
1. Barcelona, colección Gil;
2. Depositado en el MNAC en 1922;
3. Adquirido por el MNAC en 1946.[7]